# Zigilemez
A Zigilemez a Bëlga együttes negyedik albuma.

## Az album dalai
1. SZ.L.B.
2. Kavboj
3. "Felveszem a Nyújork Jenkis kabátom"
4. Melós
5. Boros
6. Hello BAZ megye (Bëlga blues)
7. Dal a Magyar Madártani és Természetvédelmi Egyesülethez
8. Jenő
9. Puputeve
10. Mit paródizálsz?
11. Get one rhyme
12. SMS Love
13. Készülj fel a hangulatra!
14. Pipitánc
15. De szar itt élni
16. Metasláger
17. California (Hiphopzeneka)